# The Way You Are
The Way You Are – singiel duńskiego zespołu muzycznego Anti Social Media napisany przez Mikkela Johana Imera „Remme’a” Sigvardta i Larsa „Chiefa 1” Pedersena oraz umieszczony na debiutanckiej EP-ce grupy pt. The Way z 2015 roku.
W lutym 2015 roku utwór wygrał finał krajowych eliminacji Dansk Melodi Grand Prix po zdobyciu największej liczby 104 punktów w głosowaniu juroró i telewidzów, dzięki czemu reprezentował Danię podczas 60. Konkursu Piosenki Eurowizji organizowanego w Wiedniu. 19 maja piosenka została zaprezentowana podczas pierwszego półfinału widowiska i zajęła ostatecznie trzynaste miejsce z 33 punktami na koncie, nie kwalifikując się do finału. 

## Lista utworów
CD single
1. „The Way You Are” – 3:05
2. „The Way You Are” (Instrumental) – 3:04